# Raúl Gutiérrez López
Raúl Gutiérrez López (n. Santiago de Chile, 16 de agosto de 1950) es un artista marcial.

## Biografía
Salió de Chile su país de origen trasladándose a España fue allí donde fundó este sistema de combate. Se inició primeramente en la práctica de las artes marciales en 1967, previamente practicó el Boxeo y después el judo para finalmente llegar al Kosho Ryu Kenpo Karate del gran maestro Thomas B. Mitose, bajo la tutela del  ya desaparecido maestro Arturo Petit Almonte (Representante para Chile y Sudamérica de la International Kenpo-Karate Association, I.K.K.A.). No obstante, su primer instructor de Kenpo fue el Maestro Claudio Chaparro Bozo uno de los principales instructores de la Kenpo-Karate en Chile, y fundador del estilo Buddhi Sunyata Kenpo Fu Shih, quien enseñó a Gutiérrez en sus comienzos.

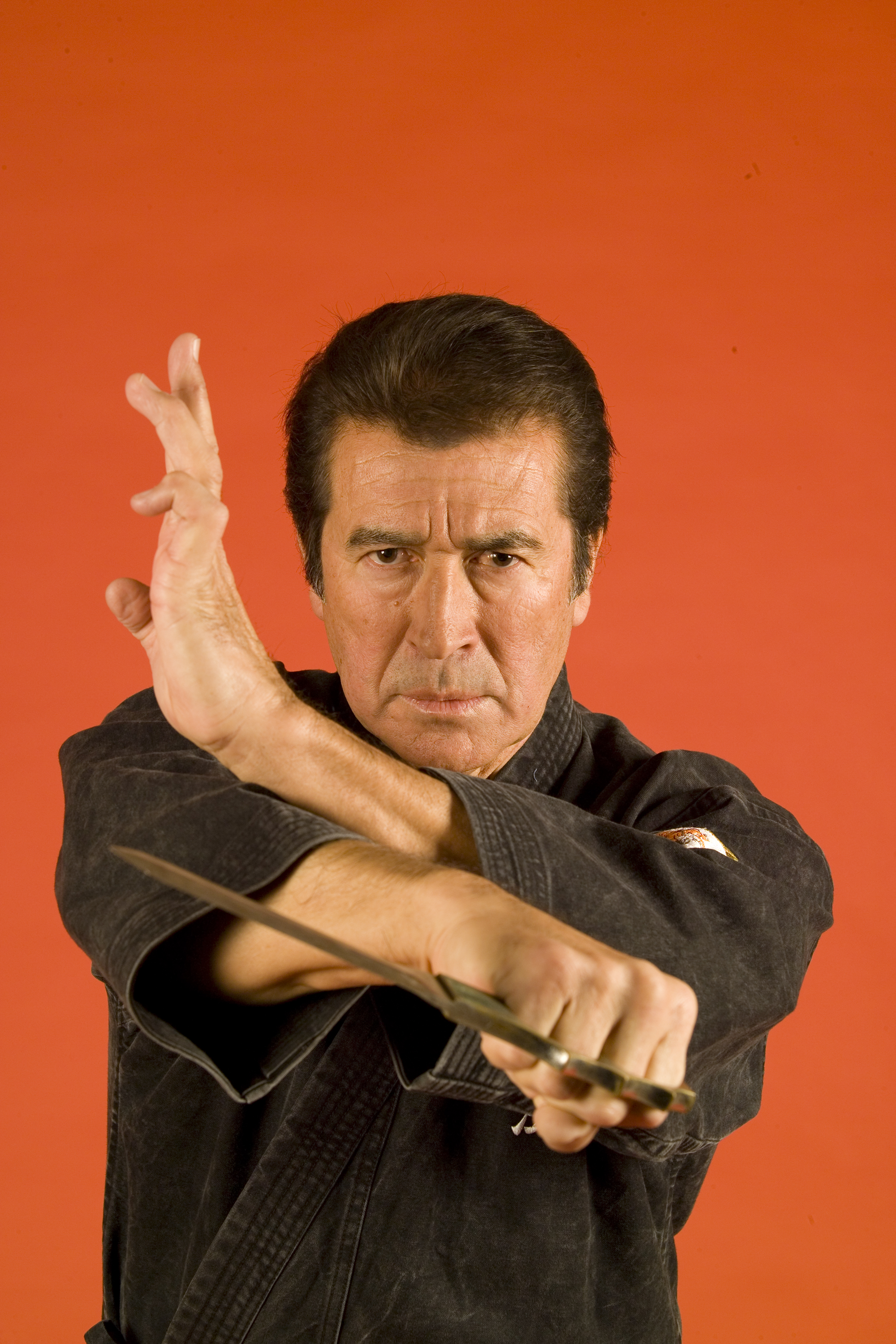